# مونوآمین اکسیداز A
مونوآمین اکسیداز A یا MOA-A (انگلیسی: Monoamine oxidase A) نام یک آنزیم است که در انسان توسط ژن «MAOA» کُدگذاری می‌شود. این ژن، یکی از دو خانوادهٔ ژنیِ مجاورِ هم است که آنزیم‌های میتوکندریالی را می‌سازند که کارشان، کاتالیزِ فرایندِ دِآمیناسیونِ اکسیداتیو آمین‌های بدن نظیر دوپامین، نوراپی‌نفرین و سروتونین است.
جهش در این ژن سبب بروز سندرم برونر می‌شود. این ژن همچنین، با تعدادی دیگر اختلالات روانپزشکی در انسان، از جمله رفتار ضد اجتماعی در ارتباط است. تاکنون چندین ایزوفرم گوناگون از این آنزیم که در اثرِ «پیرایش دگرسان» حاصل می‌شود، شناسایی شده‌است.

## اهمیت بالینی

### سرطان
ژن MAO-A یک آمین اکسیداز می‌سازد که نقش آن در سرطان‌زایی مشخص شده‌است. مثلاً کلانژیوکارسینوما، بیان ژنی MAO-A را سرکوب می‌کند و بیمارانی که بیان ژنی MAO-A در آنها بیشتر باشد، تهاجم و متاستاز کمتر و پیش‌آگهی و بقای بهتری دارند.

### بیماری‌های قلب و عروق
فعالیت این ژن با آپوپتوز و آسیب قلبی در جریانِ فرایند «ایسکمی-ری‌پرفیوژن» مرتبط است.

### اختلالات رفتاری و اعصاب
مابین فعالیت ژن MAO-A و اوتیسم رابطه‌ای وجود دارد. فقدان آنزیم حاصل از این ژن سبب بروز سندرم برونر می‌شود. سایر اختلالات مرتبط با این ژن عبارتند از: بیماری آلزایمر، پرخاشگری، اختلال ترس، اختلال دوقطبی، اختلال افسردگی اساسی و اختلال کم‌توجهی - بیش‌فعالی.

#### افسردگی
سطح این آنزیم در جریانِ اختلال افسردگی اساسی، آنگونه که در تصویربرداری‌های مغز با پـِت اسکن مشخص شده‌است، به‌طور میانگین در حدود ۳۴٪ افزایش می‌یابد.

#### رفتار ضد اجتماعی
رابطه‌ای میانِ نسخهٔ 3R این ژن با برخی انواع رفتارهای ضد اجتماعی کشف شده‌است. به‌عنوان مثال اگر فردی، آلل‌های 3R را (که گونه‌های کم‌فعال این ژن هستند) دارا باشد و در ضمن در سنین کودکی با وی بدرفتاری و سوءاستفاده واقع شده باشد، احتمال آنکه در دوران بلوغ رفتارهای تهاجمی و پرخاشگرانه داشته باشد، زیاد است. حال آنکه کودکانی که نسخهٔ فعال ژن (و در نتیجه سطوح بالای آنزیم MAO-A) را داشته باشند، حتی اگر مورد بدرفتاری و سوءاستفاده واقع شده باشند، احتمال کمتری دارد که در دوران بلوغ خودشان رفتارهای ضد اجتماعی داشته باشند.

#### پرخاشگری و «ژن محارب»
یک نسخهٔ دیگر از این ژن، به «ژن محارب» شهرت دارد که کم‌فعال است. افرادی که این ژن را دارند، در صورت قرارگیری در شرایط انزوا و طرد اجتماعی، به احتمال بیشتری، از خود رفتارهای تهاجمی و پرخاشگرانه نشان می‌دهند.

#### پیامدهای قانونی
در سال ۲۰۰۹ در جریان یک محاکمه در ایالات متحده آمریکا، مباحثه و ادله‌ای بر مبنای «ژن محارب» و سابقهٔ کودک‌آزاری سبب گردید تا متهم از اتهام قتل عمد و اعدام مبری شود. البته فرد مذکور به ۳۲ سال زندان محکوم شد. اما نتایج بررسی‌های ژنتیکی نشان دارد که این شخص ۴ آلل تکرارشونده با پلی‌مورفیسم از ناحیهٔ پروموتر MAOA دارد که موجب رفتارهای تهاجمی‌اش به سوی زنان شده‌است. به نظر می‌رسد که مجموعه‌ای از ۳ آلل تکرار شونده از پروموتر MAOA به اضافهٔ سابقهٔ قبلی کودک‌آزاری در سنین کودکی در انسان، موجب بروز رفتارهای تهاجمی علیه زنان می‌شود.

## بیشتر بخوانید
- "'Warrior Gene' Predicts Aggressive Behavior After Provocation". Science News. Science Daily. 2009-01-23.
- McDermott, R; Tingley, D; Cowden, J; Frazzetto, G; Johnson, DD (Feb 2009). "Monoamine oxidase A gene (MAOA) predicts behavioral aggression following provocation". Proceedings of the National Academy of Sciences of the United States of America. 106 (7): 2118–23. doi:10.1073/pnas.0808376106. PMC 2650118. PMID 19168625. {{cite journal}}: Unknown parameter |name-list-format= ignored (|name-list-style= suggested) (help)
- Edmondson, DE; Binda, C; Mattevi, A (Jan 2004). "The FAD binding sites of human monoamine oxidases A and B". Neurotoxicology. 25 (1–2): 63–72. doi:10.1016/S0161-813X(03)00114-1. PMID 14697881. {{cite journal}}: Unknown parameter |name-list-format= ignored (|name-list-style= suggested) (help)
- Craig, IW (Mar 2007). "The importance of stress and genetic variation in human aggression". BioEssays. 29 (3): 227–36. doi:10.1002/bies.20538. PMID 17295220. {{cite journal}}: Unknown parameter |name-list-format= ignored (|name-list-style= suggested) (help)